# Lemmus
Genre
Lemmus est un genre de rongeurs de la famille des cricétidés. Ce sont des lemmings appelées lemmings à bande pour les distinguer des lemmings à collier (genre Dicrostonyx).

## Liste des espèces
Selon ITIS (12 mars 2016) et Mammal Species of the World (version 3, 2005)  (12 mars 2016) :
- Lemmus amurensis Vinogradov, 1924
- Lemmus lemmus (Linnaeus, 1758)
- Lemmus portenkoi Tchernyavsky, 1967
- Lemmus sibiricus (Kerr, 1792)
- Lemmus trimucronatus (Richardson, 1825)